# Gabby Chaves
Gabriel Chaves (Bogotá, 7 de julio de 1993), más conocido como Gabby Chaves, es un piloto de automovilismo colombiano. Desarrolló la mayor parte de su carrera en Estados Unidos, siendo piloto de IndyCar Series en cuatro temporadas.

## Carrera deportiva

### Inicios
Empezó en el kartismo en el 2004, después de practicar el tenis desde los 6 años en Estados Unidos donde alcanzó a figurar entre las primeras 10 casillas del escalafón infantil de este país. En agosto de 2005, Gabby se coronó como campeón nacional de Estados Unidos y un mes después logró clasificar 2º y finalizar 4º en el campeonato mundial de karts en Italia ante los mejores 72 pilotos del mundo de su categoría. En 2006 Gabby logra una hazaña nunca vista antes en este deporte al haber ganado los 4 campeonatos a nivel nacional en los que participó.

### Fórmula Renault 1600
Por ser uno de los mejores kartistas del mundo Gabby, a sus 12 años de edad fue invitado por los organizadores del campeonato Panamericano de Fórmula Renault a realizar un test en la fórmula 1600. Durante esta prueba, Gabby superó todas las expectativas y haciendo una excepción de la edad mínima requerida, con la debida aprobación del comité deportivo fue invitado a participar en dicho campeonato convirtiéndose en el piloto más joven de la historia en debutar en una competencia oficial de fórmula en el Autódromo Los Volcanes de Guatemala el 13 de mayo de[2006.

### Fórmula Skip Barber
Gracias a sus capacidades y disciplina Gabby logró competir en la temporada de 2007 en la escuela Skip Barber, después de haber obtenido la beca otorgada por Skip Barber como ganador del shootout de kartistas, con el récord de haber sido el piloto más joven de la historia de la Skip Barber en hacerse acreedor a esta beca. En 2007 fue subcampeón de la Regional Este y en el 2008 se coronó campeón invicto de la Regional Sur. Es el piloto más joven en haber ganado una regional y récord como ganador de todas las carreras del campeonato.

### Fórmula BMW
A finales de 2007, cuando Gabby todavía tenía 14 años de edad, la FIA teniendo en cuenta sus palmarés, le otorgó la licencia especial para competir en la Fórmula BMW, categoría en la que sólo pueden participar mayores de 16 años. En la Fórmula BMW Pacific 2008 obtuvo tres podios en 16 carreras y resultó cuarto en el campeonato. En 2009 resultó campeón de la Fórmula BMW estadounidense, con cinco victorias y podios en las 14 carreras.

### Fórmula 3 y GP3 Series
Chaves pasó a disputar la Fórmula 3 Italiana en 2010, resultando décimo sin podios. En 2011 disputó la GP3 Series con la escudería Addax. Consiguió 8 puntos, todos ellos en las citas españolas, que le valieron finalizar 19º en el campeonato.

### Camino a Indy
Chaves retornó a Estados Unidos en 2012 para disputar la Star Mazda, que forma parte del Camino a Indy, con el equipo JDC. Con dos victorias y nueve podios en 17 carreras, resultó subcampeón por detrás de Jack Hawksworth.
El piloto ascendió a la Indy Lights para la temporada 2013, fichando por Sam Schmidt Motorsports. En las 100 Millas de Indianápolis terminó segundo a 0,0026 segundos del ganador. Finalizó segundo en el campeonato, por detrás de Sage Karam, con una victoria y diez podios en doce carreras.
Con el equipo Belardi, logró cuatro victorias y siete podios adicionales en 14 fechas en 2014, para consagrarse campeón de la Indy Lights.

### IMSA
En paralelo a sus compromisos en Indy Lights, Chaves compitió en la North American Endurance Cup de la United SportsCar Championship (IMSA) 2014 con el DeltaWing. Repitió participación en dos carreras en las siguientes temporadas.
El colombiano volvió a la categoría en 2018, de la mano de Action Express Racing. En 2022, ya fuera de la IndyCar, fue llamado por Andretti Autosport para competir a tiempo completo en la clase LMP3 de la IMSA. Finalizó quinto en el campeonato con una victoria, junto a su compañero Jarett Andretti. En los años siguientes, participó junto al equipo Andretti en carreras de LMP3 y GTD.

### IndyCar Series
Chaves ascendió a la IndyCar Series para pilotar un Dallara-Honda del equipo Bryan Herta Autosport en la temporada 2015. Terminó 15º en el campeonato, como mejor debutante del año, un solo abandono en 16 carreras y dos top ten.
En 2016, Chaves no siguió en el equipo Bryan Herta Autosport, que se fusionó con Andretti Autosport por falta de recursos. Sin embargo, a media temporada se incorporó al equipo Dale Coyne Racing, con el cual disputó un total de 6 carreras, incluyendo las 500 millas de Indianápolis. Su mejor resultado fue un 12º en Detroit. 
El equipo Harding contrató a Chaves en 2017 para disputar las 500 Millas de Indianápolis, Texas y Pocono. El piloto colombiano obtuvo un noveno lugar en la primera carrera, y un quinto en la segunda. En 2018, Chaves pasó a pilotar para Harding durante la mayor parte de la temporada. No obstante su mejor resultado fue un 13º y finalizó 21º en la tabla de posiciones.

## Resultados

### GP3 Series
(Clave) (negrita indica pole position) (cursiva indica vuelta rápida puntuable)

| Año  | Escudería  | 1   | 1   | 2   | 2   | 3   | 3   | 4   | 4   | 5   | 5   | 6   | 6   | 7   | 7   | 8   | 8   | Pos. | Puntos | Ref.  |
| ---- | ---------- | --- | --- | --- | --- | --- | --- | --- | --- | --- | --- | --- | --- | --- | --- | --- | --- | ---- | ------ | ----- |
| 2011 | Addax Team | EST | EST | BAR | BAR | VAL | VAL | SIL | SIL | NÜR | NÜR | BUD | BUD | SPA | SPA | MNZ | MNZ | 19.º | 8      | [ 6 ] |
| 2011 | Addax Team | 10  | 12  | 13  | 6   | 4   | 5   | Ret | 14  | 27† | 17  | 23  | Ret | 16  | 16  | 17  | 7   | 19.º | 8      | [ 6 ] |

### IndyCar Series
(Clave) (negrita indica pole position) (cursiva indica vuelta rápida)

| Año     | Equipo                | Motor     | 1      | 2      | 3      | 4      | 5      | 6       | 7      | 8      | 9      | 10     | 11     | 12     | 13     | 14     | 15     | 16     | 17  | Pos. | Puntos |
| ------- | --------------------- | --------- | ------ | ------ | ------ | ------ | ------ | ------- | ------ | ------ | ------ | ------ | ------ | ------ | ------ | ------ | ------ | ------ | --- | ---- | ------ |
| 2015    | Bryan Herta Autosport | Honda     | STP 17 | NLA 15 | LBH 16 | ALA 16 | IMS 15 | INDY 16 | DET 18 | DET 9  | TXS 10 | TOR 15 | FON 20 | MIL 11 | IOW 16 | MDO 12 | POC 11 | SNM 14 |     | 15.º | 281    |
| 2016    | Dale Coyne Racing     | Honda     | STP    | PHO    | LBH    | ALA    | IMS 17 | INDY 20 | DET 12 | DET 13 | ROA 19 | IOW 17 | TOR    | MDO    | POC    | TXS 14 | WGL    | SNM    |     | 22.º | 121    |
| 2017    | Harding Racing        | Chevrolet | STP    | LBH    | ALA    | PHO    | IMS    | INDY 9  | DET    | DET    | TXS 5  | ROA    | IOW    | TOR    | MDO    | POC 15 | GTW    | WGL    | SNM | 23.º | 98     |
| 2018    | Harding Racing        | Chevrolet | STP 14 | PHO 15 | LBH 19 | ALA 17 | IMS 17 | INDY 14 | DET 18 | DET 19 | TXS 15 | ROA 19 | IOW 21 | TOR    | MDO    | POC    | GTW 18 | POR 13 | SNM | 21.º | 187    |
| Fuente: |                       |           |        |        |        |        |        |         |        |        |        |        |        |        |        |        |        |        |     |      |        |

#### 500 Millas de Indianápolis
| Año     | Chasis  | Motor     | Inició | Finalizó | Equipo                |
| ------- | ------- | --------- | ------ | -------- | --------------------- |
| 2015    | Dallara | Honda     | 26     | 16       | Bryan Herta Autosport |
| 2016    | Dallara | Honda     | 21     | 20       | Dale Coyne Racing     |
| 2017    | Dallara | Chevrolet | 25     | 9        | Harding Racing        |
| 2018    | Dallara | Chevrolet | 22     | 14       | Harding Racing        |
| Fuente: |         |           |        |          |                       |

## Palmarés
- 17 victorias consecutivas en la Skip Barber Mazda 2000.
- 3 victorias consecutivas en la Serie Nacional de Skip Barber.
- Ganador de una carrera con el puesto de salida más atrasado: Salió 18º y llegó 1º.
- Ganador invicto del campeonato Regional de Skip Barber. Campeonato del Sur en el 2008, 10 victorias de 10 carreras.
- Piloto más joven en establecer un récord de pista en Skip Barber Formula Mazda 2000. Road Atlanta el 19 de noviembre de 2007.
- Piloto más joven en ganar la beca del “shoot out” anual de la Skip Barber en 2006 con 13 años de edad.
- Piloto más joven en ganar una carrera de fórmula en el Autódromo de Tocancipá con 14 años de edad.
- Piloto más joven del mundo con Licencia Clase C de la FIA y del Campeonato de Fórmula BMW.
- Ganador en 2006 de la Beca en el Shoot out anual de Skip Barber.
- Campeón invicto (2007-2008), de la Regional Sur de Skip Barber Fórmula Mazda 2000.
- Subcampeón 2007 de la Serie Regional Oeste de Skip Barber Fórmula Mazda 2000
- Ganador de la carrera Gran Premio Fórmula Colombia Renault 2000 en 2007.
- Subcampeón de la Star Mazda 2012
- Subcampeón de la Indy Lights 2013
- Campeón de la Indy Lights 2014